# David Gail
David Gilbert Gail (* 27. Februar 1965 in Tampa, Florida; † 16. Januar 2024) war ein US-amerikanischer Schauspieler.

## Leben
Gail war der Sohn Mary Painter. Er wuchs in Tampa im US-Bundesstaat Florida auf, wo er Finanzen studierte und im Börsenhandel arbeitete. Sein Interesse an der Schauspielerei führte ihn jedoch schließlich auf die Bühne und nach Los Angeles, wo er eine Zeit lang in West Hollywood lebte.
Nach mehreren Operationen kam es zu einer langjährigen Abhängigkeit von Schmerzmitteln und Opioiden.
Gail wurde im Januar 2024 leblos aufgefunden, reanimiert und erhielt mehrere Tage lang lebenserhaltende Maßnahmen. Als offizielle Todesursache wurde laut seiner Mutter eine anoxisch-ischämische Enzephalopathie angegeben, eine Gehirnschädigung aufgrund mangelnder Durchblutung, nach einem plötzlichen Herzstillstand infolge einer Vergiftung mit Amphetaminen, Kokain, Ethanol und Fentanyl. Er verstarb im Alter von 58 Jahren und hinterließ seine Mutter, seine Schwester Kathryn und seinen Sohn Guthier.

## Karriere
Gail begann seiner Karriere vor der Kamera 1990 mit einer Gastrolle in der Fernsehserie Unser lautes Heim.
Im Jahr 1991 war er als Hotelpage Tom in der ersten Staffel von Beverly Hills, 90210 zu sehen. Ursprünglich war er für eine wiederkehrende Rolle vorgesehen, aber den Produzenten – nach einem Interview im „Beverly Hills Show Podcast“ aus dem Jahr 2021 – noch zu jung. 1992 spielte er in mehreren Folgen Danny Burke in der Seifenoper The Round Table.
Von 1993 bis 1994 war er schließlich ab der vierten Staffel als Stuart Carson, Sohn eines reichen Geschäftsmannes, in Beverly Hills, 90210 zu sehen, der sich mit der von der Schauspielerin Shannen Doherty verkörperten Brenda Walsh verlobt. Im Jahr 1993 war er Gast in der Talkshow Late Night with Conan O’Brien.
Als Eddie Bartlett war Gail zwischen 1994 und 1995 in 22 Folgen der Fernsehserie Robins Club zu sehen und zwischen 1996 und 1997 als Dean Collins in 34 Folgen der Serie Savannah. Seine größte Rolle hatte er in Port Charles, einem Ableger der Krankenhausserie General Hospital, wo er in den Jahren 1999 und 2000 Dr. Joe Scanlon in 216 Folgen spielte.
Im Film war er 1997 als Matt in Mayday im Pazifik – Urlaub in der blauen Hölle zu sehen. 2002 spielte er in Bending All The Rules an der Seite von Bradley Cooper und 2008 in dem Horrorfilm The Belly of the Beast. Gails letzte Arbeit war 2019 eine Synchronrolle im Videospiel Blacksad: Under the Skin, das auf der Comicserie Blacksad basiert.
Im deutschen Sprachraum wurde David Gail unter anderem von Klaus-Peter Grap, Markus Hoffmann, Mario von Jascheroff, Ole Pfennig und Erich Räuker synchronisiert.

## Filmografie (Auswahl)

### Film
- 1993: Full Eclipse (Fernsehfilm)
- 1997: Mayday im Pazifik – Urlaub in der blauen Hölle (Two Came Back; Fernsehfilm)
- 1998: Alles nur Sex
- 1999: Kismet (Kurzfilm)
- 2002: Bending All the Rules
- 2004: Das perfekte Paar
- 2004: The Hollywood Mom’s Mystery (Fernsehfilm)
- 2005: Call Back (Kurzfilm)
- 2008: The Belly of the Beast
- 2019: Blacksad: Under the Skin (Videospiel)

### Fernsehen
- 1990: Unser lautes Heim
- 1991: Doogie Howser, M.D.
- 1991–1994: Beverly Hills, 90210
- 1992: The Round Table
- 1993: Mord ist ihr Hobby
- 1993: Matlock
- 1994–1995: Robins Club
- 1996–1997: Savannah
- 1999–2000: Port Charles
- 2001: V.I.P. – Die Bodyguards
- 2002: Emergency Room – Die Notaufnahme
- 2003: J.A.G. – Im Auftrag der Ehre